# دومينيك بيرو
دومينيك بيرو (بالمجرية: Bíró Dominik)‏ هو لاعب كرة قدم مجري في مركز الهجوم، ولد في 25 يونيو 1998 في سكسارد في المجر. لعب مع Nyírbátori FC ‏.

## وصلات خارجية
- دومينيك بيرو على موقع اتحاد المجر (الهنغارية)
- دومينيك بيرو على موقع قاعدة بيانات كرة القدم.إي يو (الإنجليزية)
- دومينيك بيرو على موقع Soccerway.com (الإنجليزية)